# Marcela Sinclair
Marcela Sinclair (Buenos Aires, Argentina, 1968) es una artista y docente argentina. Su práctica incluye el dibujo, la pintura, la fotografía, la instalación, el arte objeto e intervenciones de sitio específico en el espacio público y privado. En 2017 obtuvo el primer premio de escultura del Fondo Nacional de las Artes de Argentina.

## Trayectoria
Se formó como profesora de pintura en la Escuela Nacional de Bellas Artes Prilidiano Pueyrredón en Buenos Aires. También cursó una licenciatura en Artes Visuales en la Universidad Nacional de las Artes. De 2002 a 2005 realizó clínicas de obra con Tulio de Sagastizábal, maestro de pintura abstracta de posguerra. En 2006 fue becaria en la Clínica del Rojas-UBA bajo la dirección de Diana Aisenberg y Rafael Cippolini.  
En 2012 recibió una beca del Fondo Nacional de las Artes de Argentina y en 2017 el primer premio de escultura de esa misma institución. Entre otros galardones obtenidos por esta artista se encuentran el premio Igualdad Cultural de la Secretaría de Cultura de la Nación en 2013 y el Premio Adquisición de Artes Visuales 8M que le otorgó la Secretaría de Cultura de la Nación en 2022.
Su trabajo forma parte de colecciones públicas y privadas, y se ha exhibido en instituciones y espacios públicos de Argentina, Uruguay, Chile, Colombia, Estados Unidos, España, Alemania e Italia.

## Características de su obra
La obra de Sinclair se caracteriza por la consideración que hace de lo público como un espacio de construcción de comunidad, de exposición de conflictos y formación de consensos. En la exploración que hace del lugar que ocupa lo público, plantea preguntas sobre lo urbano y lo doméstico, la manera en la que este espacio es ocupado por las personas, a la vez que descontextualiza y resignifica elementos de la vida cotidiana. En sus instalaciones destaca la intervención de edificaciones y el diseño de objetos que subvierten el sentido y la percepción habitual del espacio. Por medio de estas acciones, cuestiona y desafía las convenciones de la práctica arquitectónica tradicional.

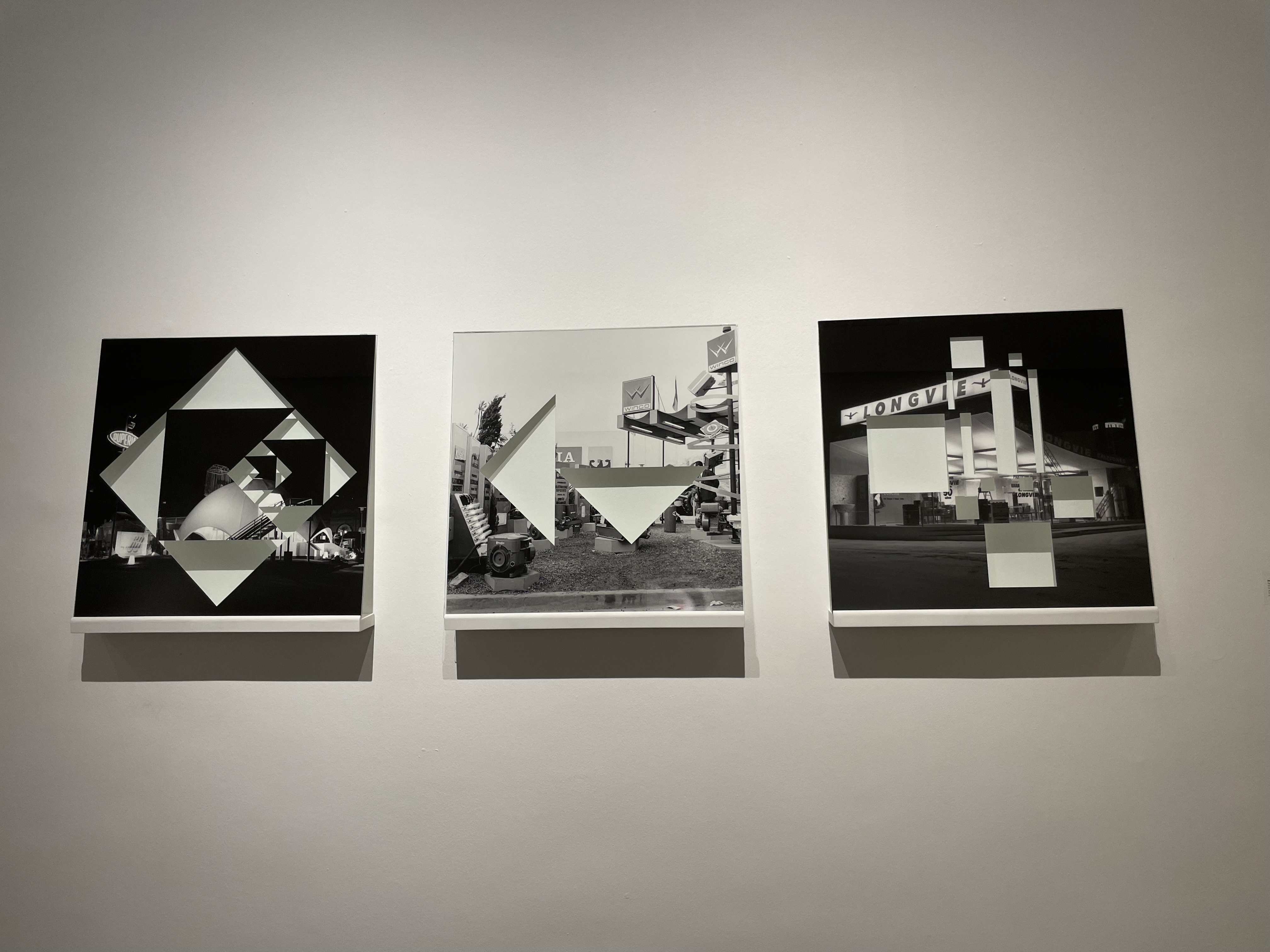
Fotografías intervenidas por Marcela Sinclair.

La geometría también es un elemento importante en su obra. Suele indagar la relación entre los modelos geométricos ideales y sus realidades concretas. Destaca además su uso de color, y de formas y patrones que a menudo se inspiran en motivos textiles y folclóricos. Un ejemplo de lo anterior es su obra Memoria del tiempo, una serie de pinturas abstractas y esculturas que recuerdan los diseños de los textiles andinos tradicionales. Por medio de este recurso, la artista pone de manifiesto los vínculos que existen entre el pasado y el presente.
Otras de sus obras han surgido a partir de su práctica docente. Tal es el caso del proyecto Algunos órganos poseen dobles esqueletos de 2022. Este se derivó de la consigna que hizo a sus estudiantes de hacer sellos con las verduras con las que se cocina el puchero, como la papa, la zanahoria, la cebolla o la coliflor, a fin de develar su espíritu. El resultado fue una serie de dibujos que van desde el aspecto de muñecas españolas, pinturas decorativas orientales, ilustraciones de libros de historia, hasta obras populares como La danza de Henri Matisse.

## Exposiciones
- 2014: 50 formas de dejar a tu amante (Mite, Buenos Aires)
- 2015: Arriba de nosotros, un gigantesco avión se desliza en cámara lenta, (Galería Miranda Bosch, Buenos Aires)
- 2016: El bien común (Mite, Buenos Aires)
- 2017: Es ella una encantadora cosa, (Museo Cerralbo, Madrid)
- 2018: Fuga Joya (Mite, Buenos Aires)[14]
- 2022: Algunos órganos poseen dobles esqueletos (Mite, Buenos Aires)[14]
- 2023: Vía pública (Fundación Malba, Buenos Aires)[2]
  - Un lento venir viniendo, Capítulo II (Instituto Tomie Ohtake, São Paulo)[15]